# Cementerio de La Orotava
El cementerio de la Villa de La Orotava está situado en la isla de Tenerife (Canarias, España). Fue declarado Bien de Interés Cultural, con categoría de monumento, en 2005.

## Historia
El cementerio nace a raíz de la necesidad de buscar espacio para enterrar a los numerosos fallecidos producidos por el natural incremento de la población al no encontrarse sitio en las iglesias de la Villa. Asimismo, se convirtió en una apremiante necesidad por motivos higiénicos, ya que se hacía cada vez más frecuente tener que cerrar los templos para someterlos a rigurosos procesos de desinfección. Este cementerio orotavense tiene la particularidad de haber sido diseñado por el conocido escultor Fernando Estévez, hijo de la Villa, que también era un consumado maestro de dibujo artístico. Estévez concibió el camposanto al gusto romántico, como un jardín, muy al uso en la época. Recordemos que fue inaugurado en julio de 1823.
El cementerio, que todavía sigue en uso y por consiguiente ampliándose con nuevos nichos, conserva los panteones familiares de los villeros más notables, como el del marqués de la Quinta Roja o el de la familia Monteverde, entre otros. Es de resaltar la capilla central que conserva la puerta del santuario del monasterio de las Claras de San José que no tiene nada que ver, como se creía hasta hace poco, con la del colegio de los jesuitas. Esta portada ha sufrido recientemente un incendio que aunque no la ha destruido sí le ha dejado huellas. Esta capilla central también fue diseñada por el maestro Estévez y está realizada con cantería del país.